# Автономна провинция Западна Босна
Автономна провинция Западна Босна (на босненски: Autonomna Pokrajina Zapadna Bosna; на сръбски: Аутономна Покрајина Западна Босна) е сепаратистко държавно образувание, съществувало по време на войната в Босна, провъзгласено през 1993 г. от местните бошняци мюсюлмани. За кратко време през 1995 г. образуванието е известно като Република Западна Босна.
Западна Босна се е състояла от столицата град Велика Кладуша и няколко околни села. Президентът е бил Фикрет Абдич.